# Russ Feingold

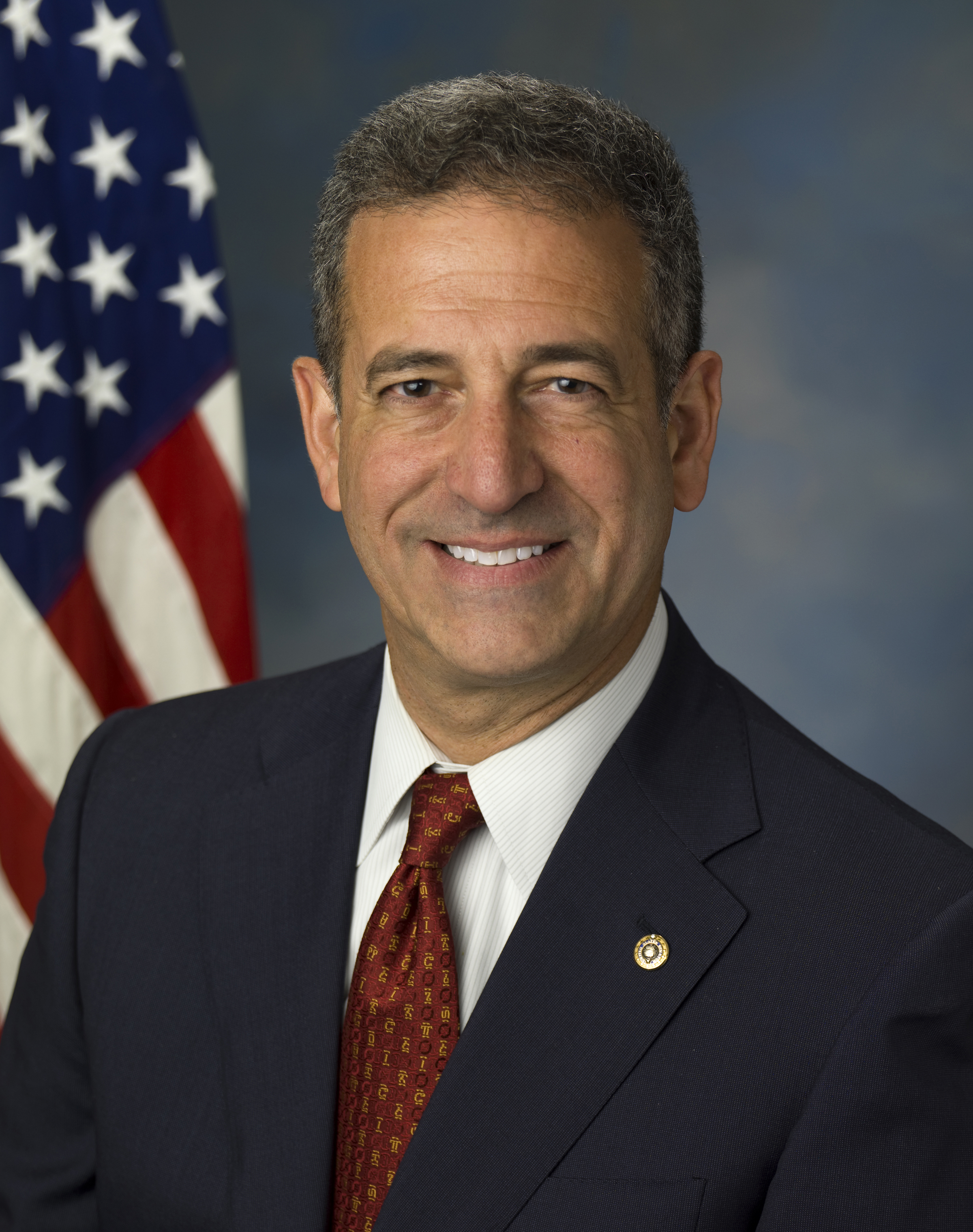
Russ Feingold (2009)

Russell Dana „Russ“ Feingold (* 2. März 1953 in Janesville, Wisconsin) ist ein amerikanischer Politiker (Demokratische Partei). Von 1993 bis 2011 vertrat er den Bundesstaat Wisconsin im US-Senat und bewarb sich bei der Wahl im November 2016 – ohne Erfolg – wieder um dieses Mandat.
Feingold erarbeitete den Bipartisan Campaign Reform Act („McCain-Feingold-Act“ zur Reform der Wahlkampffinanzierung) mit und stimmte 2001 als einziger Senator gegen die Einführung des USA PATRIOT Act. Er wurde als möglicher Präsidentschaftskandidat 2008 gehandelt. 2013 bis 2015 war Feingold Sondergesandter der Vereinigten Staaten für die Region der Großen Seen in Afrika.

## Familie, Ausbildung und Beruf
Feingold ist eines von vier Kindern einer jüdischen Einwandererfamilie, die sich 1917 in Janesville niederließ. Seine Eltern stammen aus Russland und Galizien. In seiner Jugend bewunderte er John F. und Robert F. Kennedy sowie Martin Luther King.
Nach dem Besuch der Joseph A. Craig High School studierte Feingold an der Universität von Wisconsin-Madison und schloss 1975 als Bachelor of Arts cum laude ab. Er war Mitglied der Phi-Beta-Kappa-Studentenverbindung. 1977 ging er mit einem Rhodes-Stipendium nach Oxford, wo er einen weiteren Bachelor of Arts erwarb. In Harvard machte Feingold 1979 einen Abschluss in Rechtswissenschaft und arbeitete von 1979 bis 1985 bei den privaten Anwaltsfirmen Foley & Lardner und La Follette & Sinykin.
Feingold heiratete 1977 Sue Levine und hat zwei Kinder mit ihr (Jessica und Ellen); neun Jahre später scheiterte die Ehe. Danach heiratete er die ebenfalls geschiedene Mary Speerschneider, die zwei Söhne (Sam und Ted) mit in die Ehe brachte. Am 11. April 2005 kündigten sie gemeinsam an, sich scheiden lassen zu wollen. Im August 2013 heiratete er die Bibliothekarin Christine Ferdinand.

## Politische Laufbahn
Ab 1982 saß Feingold im Senat von Wisconsin, bis er 1992 in den Senat der Vereinigten Staaten gewählt wurde.

### US-Senator 1993 bis 2011

#### Wahl 1992
Russ Feingolds Karriere als Senator begann bei der Wahl zum US-Senat 1992 mit einem überraschenden Sieg über den republikanischen Amtsinhaber Bob Kasten. Bemerkenswert waren die fünf Wahlversprechen, die er in Vertragsform auf sein Garagentor schrieb:
1. Ich werde mich bei den meisten meiner Beiträge auf die Bürger von Wisconsin verlassen.
2. Ich werde in Middleton, Wisconsin leben. Meine Kinder werden hier zur Schule gehen und ich werde die meiste Zeit hier in Wisconsin verbringen.
3. Ich werde während meiner sechsjährigen Amtszeit keine Gehaltserhöhungen akzeptieren.
4. Ich werde in jedem Jahr meiner sechsjährigen Amtszeit eine „Sprechstunde“ in jedem der 72 Countys von Wisconsin halten.
5. Ich werde die Mehrheit meiner Senatsmitarbeiter aus Einwohnern Wisconsins oder mit Wisconsin-Hintergrund zusammenstellen.[2]

Auch Feingolds Wahlkampagne erhielt Beachtung, da sie der siegreichen Senatskampagne Paul Wellstones in Minnesota 1990 ähnelte. Er machte Werbung in Form kurzer „Home Movies“, Amateurfilme, in denen er als Außenseiter („underdog“) porträtiert wurde. Er wurde als volksnah und nicht abgehoben dargestellt und präsentierte sein Heim und seine Kinder, die auf eine öffentliche Schule (also keine Privatschule) gingen. Einer seiner humorvollen Wahlwerbespots zeigte, wie Feingold all seine Wandschränke öffnete, um zu zeigen, dass er keine Skelette darin versteckt hat (in Anspielung auf eine Redensart, die der deutschen „keine Leichen im Keller haben“ entspricht).
Während der Kampagne stellte Feingold einen 82-Punkte-Plan vor, der das Haushaltsdefizit durch Steuererhöhungen und Einschnitte im Verteidigungsetat ausgleichen sollte. Er wurde dafür von den Republikanern als „Extremist“ und von seinen demokratischen Konkurrenten als „zu liberal“ kritisiert. Für die Amtsperiode kündigte Feingold eine umfangreiche Finanz- und Gesundheitsreform an und stimmte gegen neue Steuersenkungen.
In der Vorwahl der Demokraten setzte sich Feingold gegen die beiden lange führenden Kandidaten Joe Checota und Jim Moody durch, weil er den Wählern eine Alternative zu deren Programmen bot und nicht wie diese einen schmutzigen Wahlkampf führte. Diese Schlammschlacht ließ er in einem seiner Wahlwerbespots mit seinen Gegnern aus Pappe, die einander mit Schlamm bewerfen, bildhaft darstellen. Die eigentliche Wahl gewann er gegen Kasten mit 53 % zu 46 %.
Während seiner Anfangszeit im Kongress stand ihm Senator Paul M. Simon als Mentor zur Seite. Feingold hielt in der Folge regelmäßig seine Sprechstunden in allen 72 Countys ab, seit seiner Wahl 1992 über 850.

#### Wahl 1998
Während der Kampagne für seine Wiederwahl 1998 vermied Feingold wieder einen kostspieligen Wahlkampf. Er lehnte es ab, mehr als einen Dollar für jeden Bürger von Wisconsin (3,8 Mio.) auszugeben. Zusätzlich setzte er sich für die Beschaffung des Geldes die gleichen Grenzen, denen er auch unter dem McCain-Feingold-Gesetz ausgesetzt gewesen wäre und ließ sich auch nicht von seiner Partei mit sogenanntem „Soft Money“ (Geld, das nicht direkt gespendet wird, sondern z. B. über den Umweg der Partei) helfen. Sein republikanischer Gegner Mark Neumann begrenzte seine Wahlkampfausgaben daraufhin auch auf 3,8 Mio. Dollar, finanzierte sich aber weitergehend über Soft Money. Feingold wurde von vielen Parteifreunden kritisiert, dass er durch seine finanzielle Beschränkung leichtfertig die politische Karriere aufs Spiel setze. Am Wahltag gewann Feingold dank der starken Wahlbeteiligung in den Demokratenhochburgen Milwaukee und Madison mit etwa zwei Prozentpunkten Vorsprung.

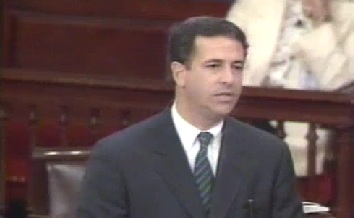
Im US-Senat vor der Abstimmung zum USA PATRIOT Act (2001)

Feingold erhielt nach den Terroranschlägen am 11. September 2001 politische Prominenz auch über die Vereinigten Staaten hinaus, weil er im Oktober 2001 als einziger Senator seine Stimme für den USA PATRIOT Act, eine Bürgerrechte beschränkende Sicherheitsgesetzgebung, verweigerte und auch die Ermächtigung der US-Regierung zum Irakkrieg 2002 nicht mittrug. Auch gegenüber den demokratischen US-Senatoren blieb Feingold auf Distanz und verärgerte diese beispielsweise, als er den Antrag, alle Vorwürfe gegen Präsident Clinton in der Lewinsky-Affäre fallenzulassen, nicht unterstützte. Vor allem auch seine parteiübergreifende Initiative für eine Reform der Politikfinanzierung, die er sieben Jahre lang vorbereitet hatte und 2002 mit dem republikanischen Senator John McCain im Bipartisan Campaign Reform Act in Gesetzesform brachte, wurde parteiintern kritisiert, weil dadurch der Vorsprung der Republikaner im Spendenaufkommen noch größer zu werden drohe.

#### Wahl 2004

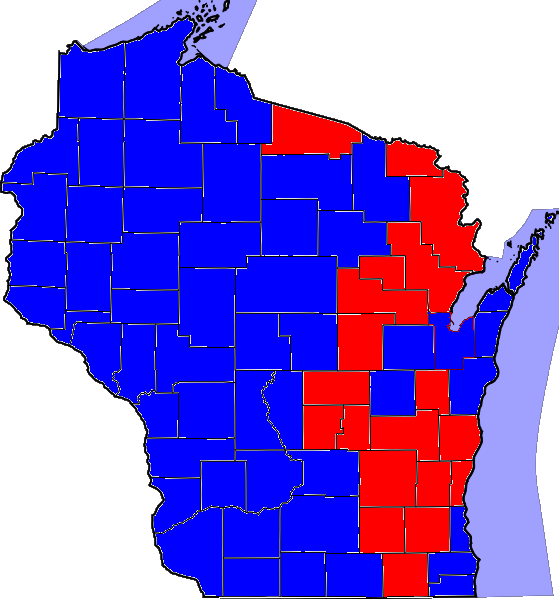
Gewonnene Counties (blau) bei der Wahl 2004

Bei der Senatswahl 2004 besiegte Feingold seinen republikanischen Gegner, den Baulöwen Tim Michaels, mit zwölf Prozentpunkten Vorsprung. Er begrenzte wieder seine Wahlkampfkosten, hob die Grenze aber an und gab schließlich fast 11 Millionen Dollar aus. Als die Republikaner Feingolds Geldbegrenzungen als Heuchlerei bezeichneten, trat er dem entgegen, indem er nachwies, dass 90 % des Geldes von Privatleuten aus Wisconsin (im Durchschnitt 60 Dollar) kamen. Feingolds hoher Wahlsieg wurde von vielen als allgemeine Zustimmung zu den kontroversen Standpunkten, die er während seiner zweiten Amtszeit eingenommen hatte, gesehen. Feingold gewann auch in Countys, die bei der zeitgleichen Präsidentschaftswahl mehrheitlich den Republikaner George W. Bush unterstützen.

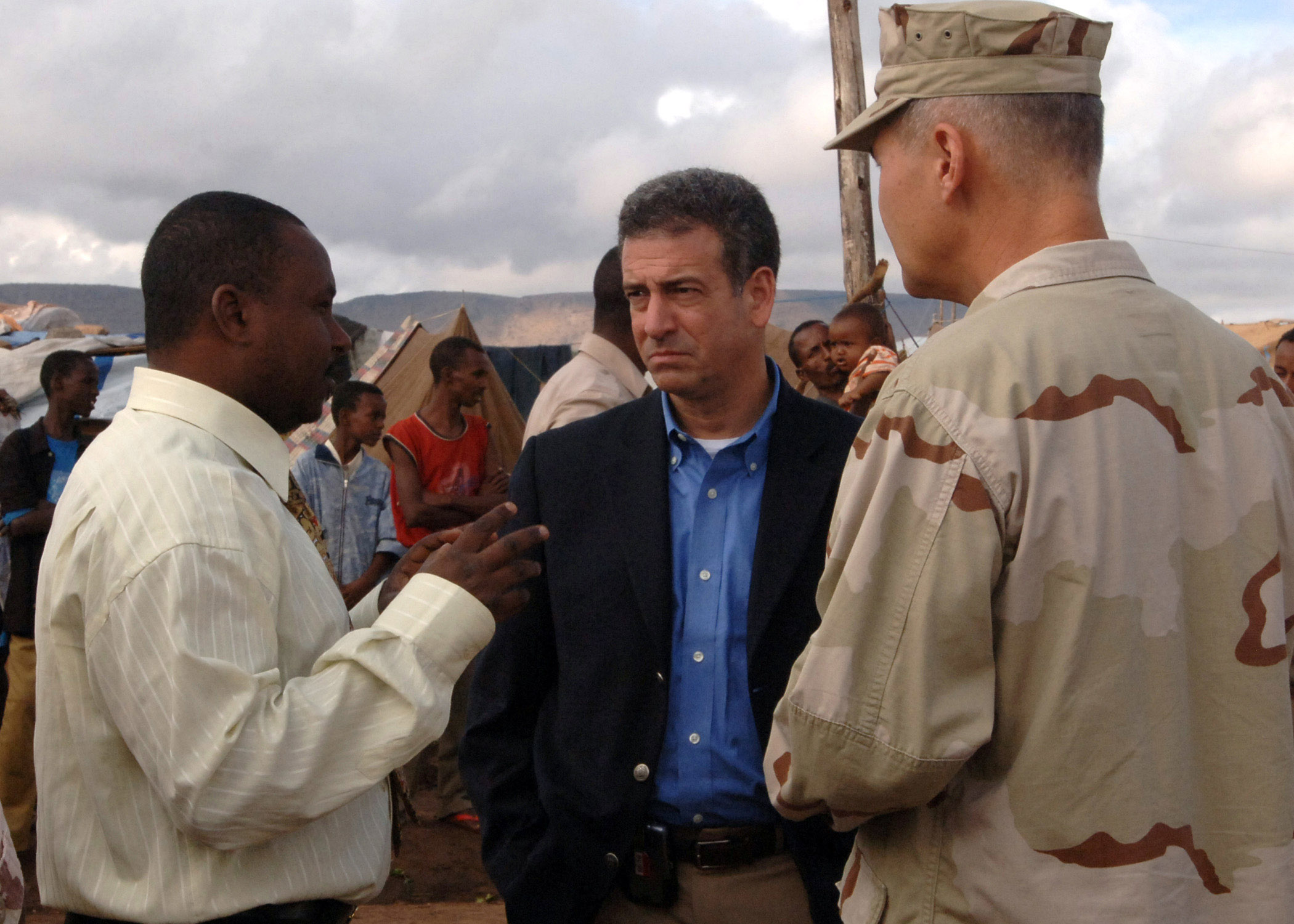
Beim Truppenbesuch am Horn von Afrika (2006)

Gegen Weihnachten 2004 wurde Feingold zu einem von vier stellvertretenden Whips (Fraktionsgeschäftsführer) der Demokraten im Senat ernannt. Feingold versicherte, dass die neue Rolle seine Unabhängigkeit in der Partei oder der Kammer nicht beeinträchtige. Nachdem er zum Verdruss einiger Demokraten 2005 die Nominierung des konservativen John Roberts zum Chief Justice of the United States mitgetragen hatte, machte er sich 2006 bei den Republikanern unbeliebt, indem er als erster US-Senator einen Zeitplan für den Rückzug der US-Truppen aus dem Irak forderte und sich für eine offizielle Rüge des US-Präsidenten George W. Bush durch den Kongress einsetzte, weil dessen Regierung Kommunikationsüberwachung ohne richterliche Genehmigung durchführen ließ.

#### Ablehnung der Präsidentschaftskandidatur 2008
Im Januar 2005 kündigte Feingold an, die Möglichkeiten einer Kandidatur zur Präsidentschaft 2008 auszuloten, aber erst durchs Land zu reisen, bevor er eine Entscheidung fälle. Im März 2005 registrierten seine Mitarbeiter Websites für seine potentielle Kampagne. Nach dem Sieg der Demokraten bei den Wahlen im November 2006 gab er allerdings bekannt, dass er nicht antreten werde, da dies „sein berufliches (als Senator) und persönliches Leben zerlegen würde“.

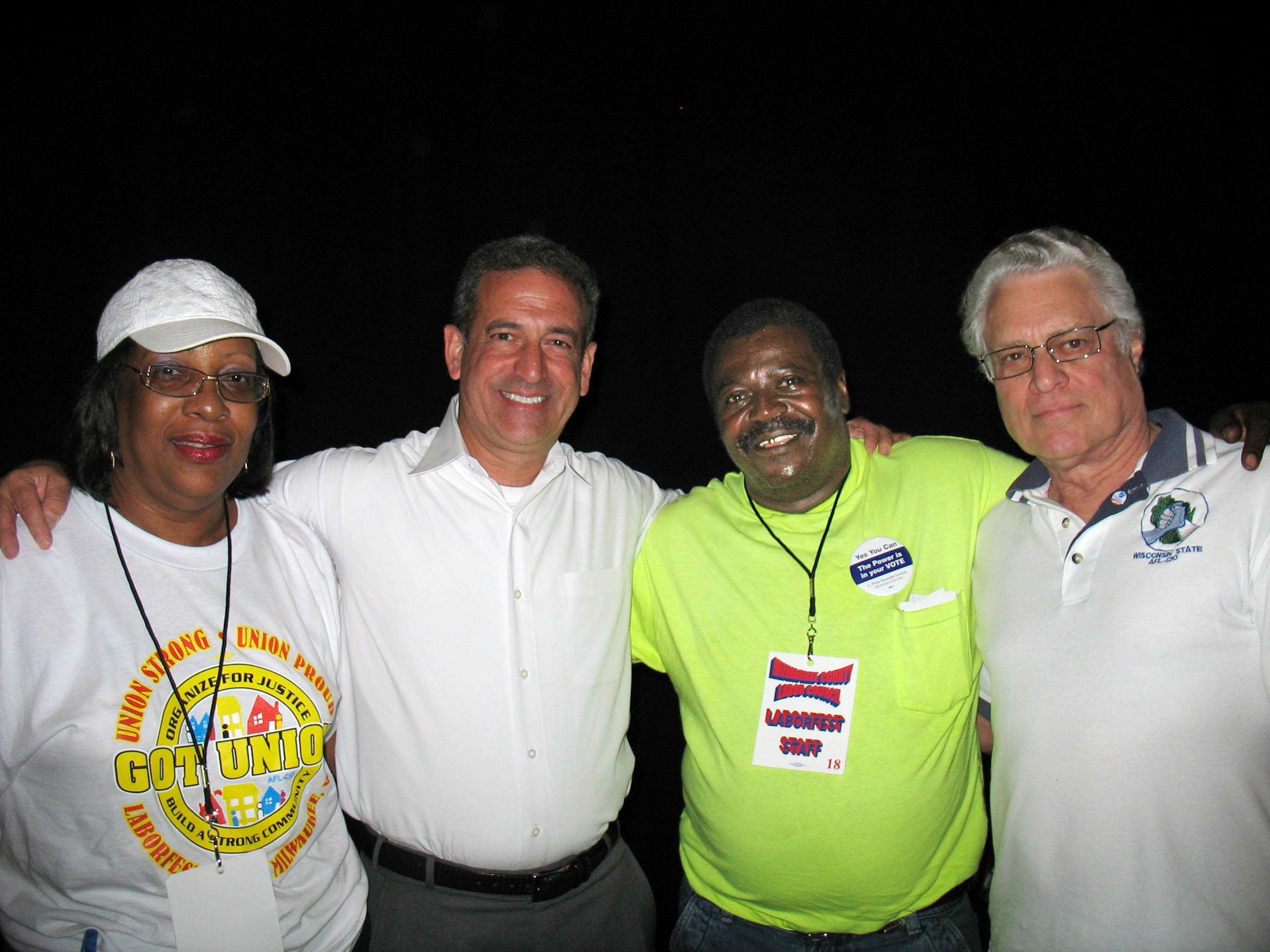
Mit Gewerkschaftern (2008)

Im Zuge der weltweiten Finanzkrise lehnte Feingold im US-Senat die staatliche Rettung von Finanzunternehmen 2008 („Bail-out“) und (als einziger Demokrat) die Regulierung der Finanzmärkte 2010 ab, weil diese ihm nicht weit genug ging. Außerdem stimmte Feingold bei der Aufstockung des Truppenkontingents im Afghanistan-Krieg Anfang 2009 gegen die Regierung Obama.

#### Wahl 2010
Bei der Senatswahl 2010 unterlag Feingold seinem republikanischen Herausforderer, dem bisherigen Manager und politischen Neueinsteiger Ron Johnson, der 51,9 % der Stimmen auf sich vereinigte. Feingolds schwaches Ergebnis von 47 % lässt sich auf die wirtschaftlich schwierige Lage Wisconsins in der Finanzkrise ab 2007 zurückführen, für die die auf Bundesebene regierenden Demokraten verantwortlich gemacht wurden; bei vier von zehn Wählern in Wisconsin hatte sich laut exit polls in den vergangenen beiden Jahren die persönliche Situation verschlechtert. Feingold hatte sich, auch wenn er gegen einige Vorhaben Obamas gestimmt hatte, für dessen unbeliebte Gesundheitsreform und das umfassende Konjunkturprogramm starkgemacht, was Feingold viele als unabhängig registrierte Wähler, die eine restriktive Fiskalpolitik fordern, kostete; die Zustimmung zu Obamas Politik war in diesem Bundesstaat stärker und schneller zurückgegangen als in den meisten anderen. In diesem mit insgesamt 35 Millionen US-Dollar teuersten Senatswahlkampf bisher in Wisconsin gab Feingold über 16 Millionen US-Dollar aus. Nachdem sein Versuch, die politischen Spenden zu begrenzen und transparenter zu machen, im Frühjahr des Jahres durch einen Richterspruch endgültig fehlgeschlagen war, sah er sich Wahlkampf-Angriffen ausgesetzt, die durch nicht offengelegte Spenden in Höhe von etwa 4 Millionen US-Dollar finanziert waren. Bei der Wahl stimmten etwa 2,2 Millionen Einwohner Wisconsins ab, deutlich weniger als bei den Präsidentschaftswahlen 2008 und 2012 mit je etwa 3 Millionen Wählern, was Demokraten die Bedingungen erschwert.

### Nach dem Ausscheiden aus dem US-Senat

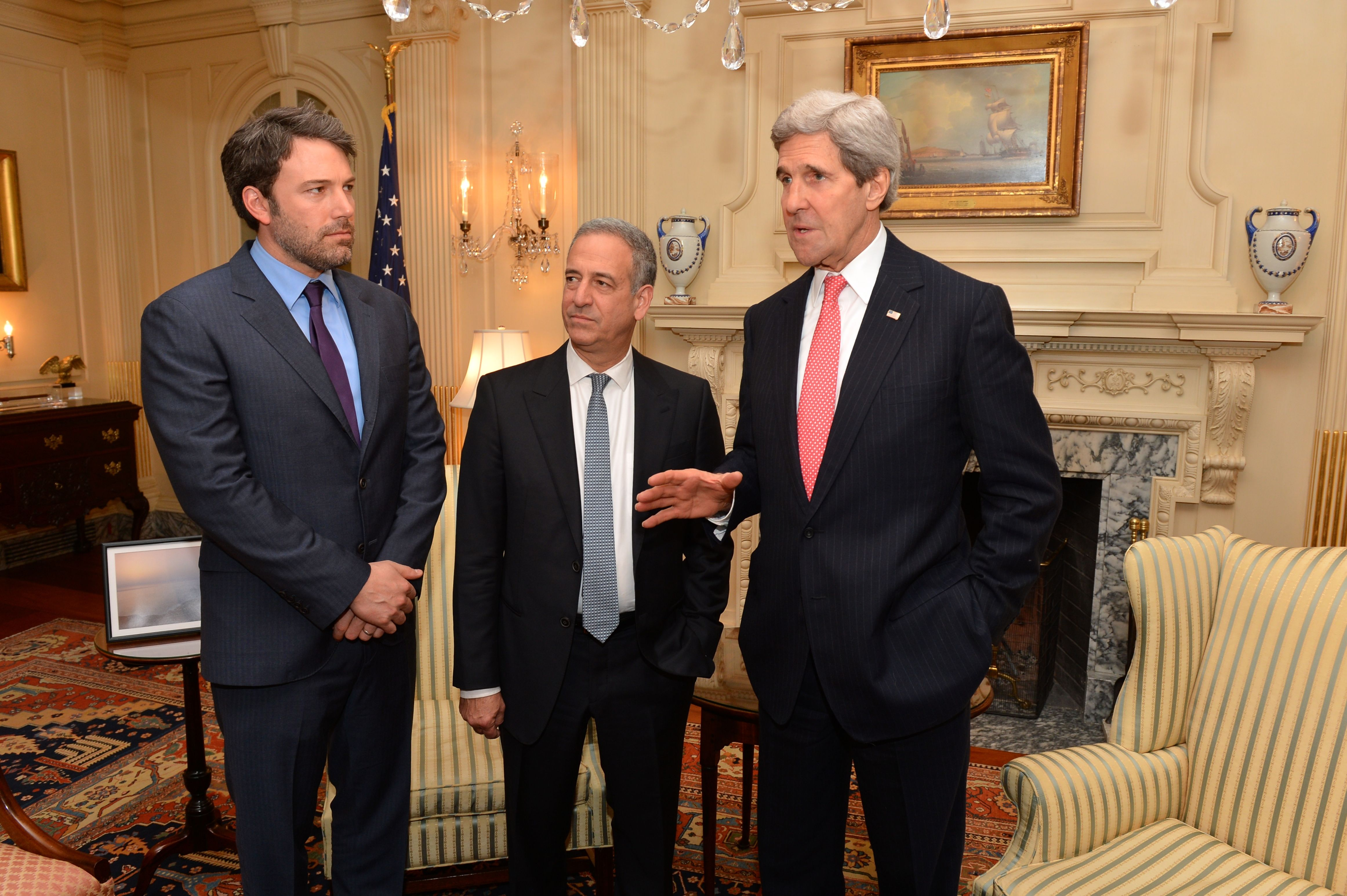
Afrika-Sondergesandter Feingold mit John Kerry und Ben Affleck (2014)

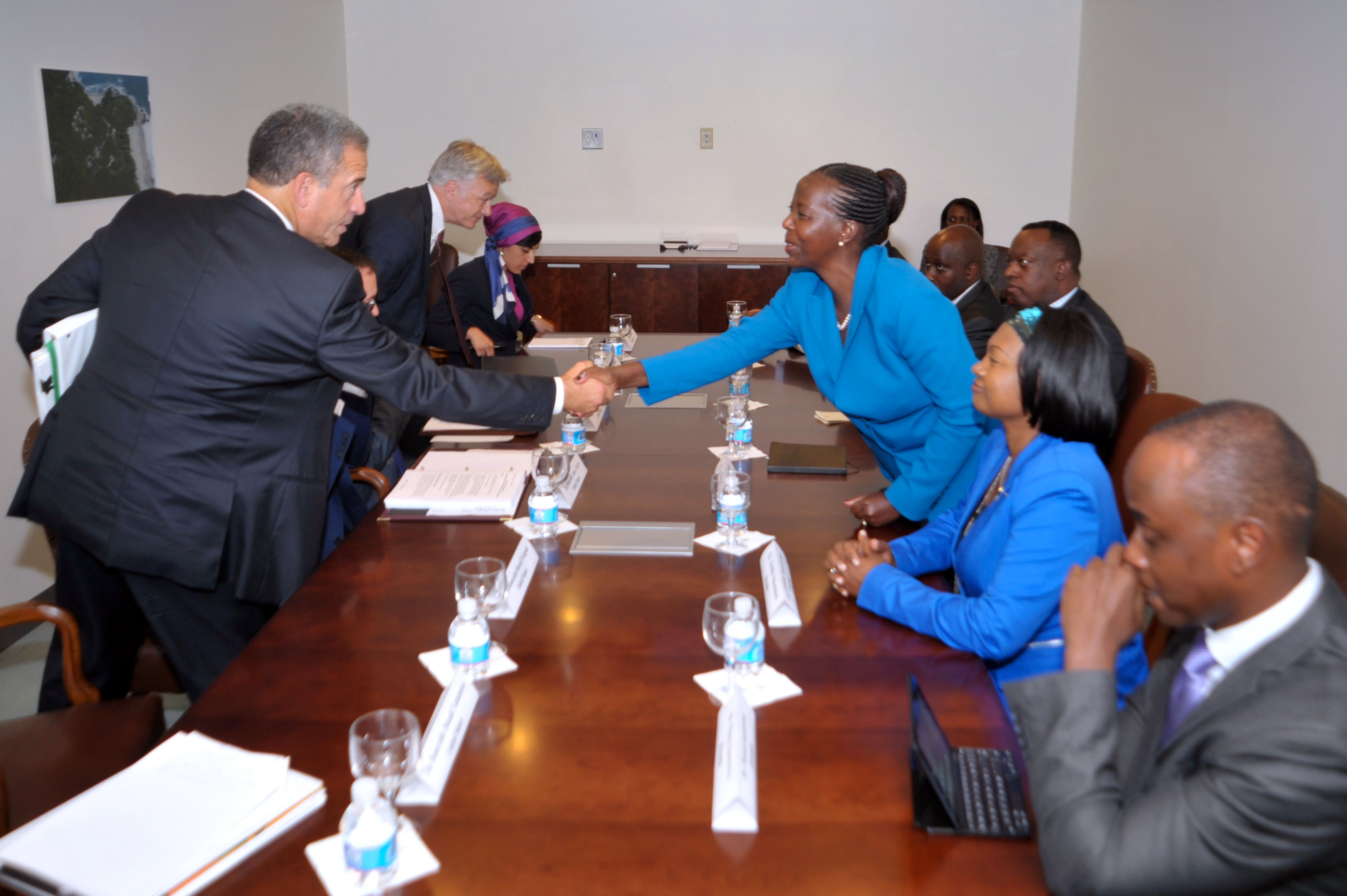
Bei einem Treffen mit der ruandischen Außenministerin Louise Mushikiwabo (2013)

Kurz nach seinem Ausscheiden aus dem Senat im Januar 2011 gründete Feingold im Februar das Political Action Committee Progressives United, das sich zum Ziel gesetzt hat, politische Spenden nur noch von Privatleuten zuzulassen, den Lobbyismus einzudämmen und die Korruption zu bekämpfen, nachdem der US-Supreme Court im Januar 2010 unbegrenzte Wahlkampfspenden von Konzernen zugelassen und damit den McCain-Feingold-Act von 2002 zur Begrenzung der Spenden ausgehöhlt hatte. Feingold schrieb das Buch While America Sleeps: A Wake-up Call for the Post-9/11 Era, das 2012 erschien und einen persönlichen Rückblick und Reflexionen auf die Senatszeit seit 9/11 enthielt, und lehrte Recht an den Universitäten Marquette, Lawrence und Stanford. Vor Obamas Wiederwahl 2012 war Feingold einer der 35 Co-Vorsitzenden des Wahlkampfteams („co-chair“).
Im Juni 2013 ernannte US-Außenminister John Kerry Feingold zum Sondergesandten für die Region der Großen Afrikanischen Seen, nachdem im März des Jahres eine UN-Eingreiftruppe mit aggressivem Mandat im Kongo eingesetzt worden war. Kerry wollte mit der Berufung Feingolds die Aufmerksamkeit der US-Außenpolitik stärker auf den dortigen langwierigen, aber kaum wahrgenommenen Konflikt lenken. Feingold hatte im US-Senat dem Unterausschuss für Afrika vorgestanden und gilt als einer der besten Kenner des Kontinents in der US-Politik. Im Februar 2015 zog er sich von dieser Position zurück.

### Kandidatur für den US-Senat 2016
Russ Feingold kündigte am 14. Mai 2015 an, sich für die Senatswahl im November 2016 wieder um seinen früheren Sitz zu bewerben, trat also – nach einem Sieg in der demokratischen Vorwahl – wieder gegen den Mandatsinhaber Ron Johnson an. Die Ankündigung wurde im progressiven Lager der Demokraten (etwa bei Elizabeth Warren) begrüßt, da er als Repräsentant der politischen Linken gilt. Seine früher extremen Positionen (wie etwa die Unterstützung der Homoehe oder die Ablehnung scharfer Sicherheitsgesetze) waren inzwischen im Mainstream der Demokraten angekommen, sodass auch das Partei-Establishment seine Kandidatur begrüßte. Feingold versprach, sich im Sinne überparteilicher Unabhängigkeit zu engagieren, während sein republikanischer Kontrahent das Bild eines Washington-Insiders zeichnete, der nur den Politikbetrieb kenne. Zuletzt hatte 1934 ein US-Senator es geschafft, für einen Sitz wiedergewählt zu werden, von dem er zuvor abgewählt worden ist. In den ersten Umfragen führte Feingold deutlich vor Johnson. Aufgrund der guten Umfragewerte galt Feingold für die meiste Zeit des Wahlkampfs als Favorit. Daher fokussierte sich das Kampagnenkomitee der Demokraten für den US-Senat auf andere Bundesstaaten. In den Wochen vor der Wahl konnte Amtsinhaber Johnson sein Image durch eine intensive Werbekampagne nachhaltig verbessern und die Lücke in den Umfragen zunehmend schließen.
Bei der Wahl unterlag Feingold mit 46,85 % der Wählerstimmen gegen Johnsons 50,2 %.

## Werke
- While America Sleeps: A Wake-up Call for the Post-9/11 Era. Crown Publishing, New York 2012, ISBN 978-0-307-95252-3 (Vorschau).